# دوري منطقة القاهرة حرف ب 1952
دوري منطقة القاهرة حرف ب الممتاز 1952 أو دوري الدرجة الثانية لمنطقة القاهرة 1952 أو دوري القسم الثاني للفرق الممتازة 1952 هي بطولة لأندية القسم الثاني لأندية القاهرة، فاز بالبطولة نادي الزمالك بعد الفوز بالمبارة الفاصلة التي جمعته مع نادي الترسانة، بنتيجة 1-0، أحرزه اللاعب زكريا في الدقيقة 34.